# هيرويوكي ميورا (لاعب شوغي)
هيرويوكي ميورا (باليابانية: 三浦弘行؛ بالكانا: みうら ひろゆき) هو لاعب شوغي ‏ ياباني، ولد في 13 فبراير 1974 في تاكاساكي في اليابان.